# Місце під сонцем (фільм, 1951)
«Місце під сонцем» (англ. A Place in the Sun) — американський художній драматичний фільм 1951 року режисера Джорджа Стівенса. Фільм знятий за мотивами роману 1925 року Теодора Драйзера «Американська трагедія». Фільм мав критичний і комерційний успіх, отримавши шість премій «Оскар» і першу в історії премію «Золотий глобус» за найкращий фільм — драму. Фільм вважається одним з найкращих американських фільмів, коли-небудь знятих. У 1991 році Бібліотека Конгресу відібрала «Місце під сонцем» для збереження в Національному реєстрі фільмів США як «культурно, історично чи естетично значущий».

## Сюжет
Бідний племінник промислового магната Джордж Істмен (Монтгомері Кліфт) влаштовується на запропоновану роботу на фабриці свого багатого дядька. Попри суворі правила, які там панують, у нього роман із робітницею Еліс Тріпп (Шеллі Вінтерс). Молодим людям здається, що це любов на все життя, — до того часу, поки Джордж не зустрічає Анджелу Вікерс (Елізабет Тейлор), молоду дівчину з вищого світу, і закохується в неї. Джордж вирішує розлучитися з Еліс, але дізнається, що та вагітна. Від безвиході хлопець зважується на дуже жорстокий вчинок …

## Ролі виконують
- Монтгомері Кліфт — Джордж Істмен
- Елізабет Тейлор — Анджела Вікерс
- Шеллі Вінтерс — Еліс Тріпп
- Енн Ревір — Ганна Істмен
- Кіф Брассел[en] —  Ерл Істмен
- Реймонд Берр — відст. адвокат. Френк Марлоу
- Фріда Інескорт — місис Енн Вікерс

## Навколо фільму
- Існує екранізація 1931 року роману Теодора Драйзера «Американська трагедія» та декілька інших фільмів пізніших років. Усі ці твори були натхненні реальним вбивством Грейс Браун[en] Честером Джиллеттом[en] у 1906 році, яке призвело до засудження Джиллетта та його страти на електричному стільці в 1908 році[2].
- Касовий провал фільму «Американська трагедія» 1931 року спонукав творців фільму шукати альтернативну назву. Існувала навіть винагорода — 100 доларів США для того, хто придумає найкращу нову назву. Соратник продюсера та режисера Джорджа Стівенса Іван Моффат успішно запропонував «Місце під сонцем», хоча так і не одержав обіцяних 100 доларів.
- Це улюблений фільм режисера Майка Ніколса, який стверджував, що дивився його понад п'ятдесят разів і сказав, що це, мабуть, найбільше вплинуло на нього під час зйомки фільму «Випускник» 1967 року.

## Нагороди
- 1951 Премія Національної ради кінокритиків США:
  - за найкращий фільм
- 1952 Премія «Оскар» Академії кінематографічних мистецтв і наук (США):
  - Премія «Оскар» за найкращу режисерську роботу — Джордж Стівенс
  - за найкращий оригінальний сценарій — Майкл Вілсон і Гаррі Бравн[en]
  - Премія «Оскар» за найкращу музику до фільму — Франц Ваксман
- 1952 Премія «Срібна стрічка» Італійського національного синдикату кіножурналістів:
  - найкращому режисеру іноземного фільму — Джордж Стівенс
- 1952 Премія «Золотий глобус» Голлівудської асоціації іноземної преси:
  - за найкращий фільм — драма
- 1952 Премія Гільдії сценаристів Америки:
  - за найкраще написану драму[en] — Майкл Вілсон і Гаррі Бравн (письменник) Гаррі Бравн Harry Brown (writer)
- 1952 Премія Гільдії режисерів Америки:
  - Премія Гільдії режисерів Америки за видатну режисуру — художній фільм[en] — Джордж Стівенс, Чарльз С. Коулмен (помічник режисера)